# 迪路茲高地 (加利福尼亞州)
迪路茲高地（英語：De Luz Heights）是位於美國加利福尼亞州聖地牙哥縣的一個非建制地區。該地的面積和人口皆未知。

## 地理
迪路茲高地的座標為33°25′52″N 117°16′36″W / 33.43111°N 117.27667°W，而該地的平均海拔高度為396米（即1299英尺）。